# Wargaren
Wargaren was een Nederlandse folkband die zich concentreerde op traditionele Nederlandse muziek. De groep is opgericht in 1974 en gestopt in 1976, en kwam voort uit de folkgroep Pitchwheel met Rob Smaling en Gert-Jan Smidt. Later werden hier Rina de Heus, Kees van der Poel en Jurek Willig aan toegevoegd, terwijl Smidt de band verliet. Ze besloten zich te concentreren op traditionele Nederlandse muziek en veranderden hun naam in Wargaren. De groep bracht slechts één LP uit, "Met Stille Trom" (1976; Universe Productions HOT 103), die wordt gezien als een van de vroege hoogtepunten van de Nederlandse folkmuziek. Van der Poel en Willig sloten zich kort na het uitbrengen van de plaat aan bij Wolverlei.

## Bezetting
- Rob Smaling: gitaar en zang
- Rina de Heus: zang en autoharp
- Kees van der Poel: gitaar en zang
- Jurek Willig: gitaar en zang

## Discografie
- Met Stille Trom, 1976